# Big Rigs: Over the Road Racing
Big Rigs: Over the Road Racing ist ein Rennspiel, das von dem kalifornischen Entwicklerstudio Stellar Stone entwickelt und von GameMill Publishing exklusiv für Microsoft Windows am 20. November 2003 in Nordamerika veröffentlicht wurde.
Es gilt unter vielen Kritikern als eines der schlechtesten jemals veröffentlichten Computerspiele überhaupt.
Im April 2025 erschien durch den Publisher Margarite Entertainment eine Portierung des Spiels auf Steam, die Patches enthält, um das Spiel auf modernen Computern spielbar zu machen.

## Spielprinzip

### Pre-Alpha
Man kann im Spiel zwischen vier verschiedenen Lkws und Spielkarten wählen. Zwar gibt es eine fünfte Spielkarte, das Auswählen dieser lässt das Spiel jedoch abstürzen. Diese fünfte Karte nennt sich „Forgotten Road 1“, wobei die Nummerierung auf Grund der Tatsache, dass es keine weitere Strecke mit dem Namen „Forgotten Road“ gibt, irreführend ist. Ziel des Spiels ist es, vor dem Computergegner die Ziellinie zu passieren. Es ist unmöglich, in dem Spiel zu verlieren, da der Computer nicht fährt. Außerdem kann der Spieler durch viele Objekte hindurchfahren. Gewann man ein Rennen, so wurde man mit dem falsch geschriebenen Satz „You're winner !“ belohnt. Viele Erhöhungen können ganz ohne Widerstand durch die Schwerkraft hochgefahren werden, auch gibt es keine Begrenzung der Spielkarte; der Spieler kann unbegrenzt lange ins Nichts fahren. Soundeffekte gibt es nicht. Auf einigen Teilen der Strecken, die mit Wasser bedeckt sind, kann der Spieler fahren, als wäre es Asphalt. Auch fährt man rückwärts schneller als vorwärts und kann nahezu ungebremst beschleunigen. Bremst man den Lkw ab, bleibt er ohne zeitliche Verzögerung abrupt stehen.

### Nach dem Patch
Im November 2003 veröffentlichte Stellar Stone einen Patch für das Spiel. Nach dem Patch fährt der Computer zwar bis zur Ziellinie, bleibt dann jedoch abrupt stehen, wodurch es nach wie vor unmöglich ist, bei dem Spiel zu verlieren. Außerdem gibt es nun Soundeffekte. Die nicht funktionierende fünfte Strecke wurde durch „Devil's Passage 2“, eine gespiegelte Version der ersten Strecke („Devil's Passage 1“), ersetzt. Der Satz „You're winner !“ wurde durch „You win !“ ersetzt. Am unteren linken Bildschirmrand werden nun die Koordinaten der Position des Wagens angezeigt.

## Entwicklung
Big Rigs: Over the Road Racing wurde in der Ukraine entwickelt, wobei es von dem kalifornischen Entwicklerstudio Stellar Stone in Auftrag gegeben wurde. Das Spiel wurde offshore entwickelt, sodass das Unternehmen das Spiel mit relativ geringen Kosten von etwa 15.000 US-Dollar produzieren konnte, verglichen mit drei- bis fünfmal höheren Kosten, wenn es mit anderen in Europa oder den USA ansässigen Entwicklern zusammengearbeitet hätte.
Big Rigs basiert auf Eternity, einer proprietären Spiel-Engine, die von Sergey Titov von TS Group Entertainment entwickelt wurde und die Stellar Stone als Gegenleistung für einen „großen Teil des Unternehmens“ (“large chunk of the company”) lizenzierte. Laut einem Interview mit Titov auf yourewinner.com, einer Big-Rigs-Fanseite, „wollte das Unternehmen Dinge billig machen und war nicht bereit, auch nur 200–300 Tausend US-Dollar zu bezahlen“, um eine eigene Spiel-Engine zu entwickeln (the company “want[ed] to do things cheap and [was] not willing to pay even 200–300 [thousand U.S. dollars]”). Titov wird im Spiel als Produzent und Co-Programmierer gewürdigt, behauptet jedoch in einem Interview, dass er „nicht viel Input für Design und Entwicklung oder die Macht gehabt hätte, die Veröffentlichung [von Big Rigs] zu verhindern“ (“didn't have much design and development input or any power to stop [Big Rigs] from being released”).
Big Rigs sollte ursprünglich mit Midnight Race Club: Supercharged! als einzelner Titel veröffentlicht werden, stattdessen beschloss GameMill jedoch, das Projekt zu Beginn der Produktion in zwei Spiele aufzuteilen. Beide Spiele wurden in der Pre-Alpha-Phase veröffentlicht. Der Grund für die Spaltung ist unbekannt, wobei Titov spekuliert, dass es dem Unternehmen bei der Idee um die Steigerung des Umsatzes ging.

## Rezeption
Big Rigs: Over the Road Racing wird von vielen Kritikern als das schlechteste jemals veröffentlichte Computerspiel angesehen. Auf der Bewertungswebsite Metacritic hält das Spiel – basierend auf sechs Bewertungen – einen Metascore von 6 von insgesamt 100 möglichen Punkten. Das US-amerikanische Onlinemagazin GameSpot bewertete das Spiel mit einem von 10 Punkten. Es ist damit (Stand: 2019) das am schlechtesten bewertete Spiel auf beiden Seiten. Der falschgeschriebene Satz „You're winner !“ („Du bist Gewinner !“), der auf dem Bildschirm auftaucht, wenn man in einem Rennen gewonnen hat, wurde berühmt und auf vielen Webseiten als Meme gepostet. Des Weiteren wurde das Spiel vom amerikanischen Webvideoproduzenten und Spielekritiker James Rolfe, alias „Angry Video Game Nerd“, getestet und als eines der schlechtesten Spiele, die er jemals gespielt hat, verrissen.